# Urbanus (Kaiser)
Urbanus († um 272) war einer der zahlreichen Usurpatoren (Gegenkaiser) während der Reichskrise im Römischen Reich des 3. Jahrhunderts n. Chr.
Nach dem Bericht einer historischen Quelle, des Historikers Zosimos (Neue Geschichte 1,49,2), erhob er sich etwa 271/272 zum Kaiser. Ungefähr zur selben Zeit, in der das Reich durch schwere Kämpfe gegen Vandalen, Juthungen und Sarmaten bedroht war, traten auch weitere Usurpatoren auf (Domitianus, Septimius). Urbanus wurde schnell von den Truppen des etablierten Kaisers Aurelian getötet. Die moderne Forschung schließt nicht aus, dass die Rebellion des Urbanus nur eine Erfindung ist.